# Hällefors dämningsområde
Hällefors dämningsområde är en damm i Svartälven i Hällefors i Hällefors kommun i Västmanland och ingår i Göta älvs huvudavrinningsområde. Sjön har en area på 0,795 kvadratkilometer och ligger 186,2 meter över havet.

## Delavrinningsområde
Hällefors dämningsområde ingår i det delavrinningsområde (663189-142758) som SMHI kallar för Namn saknas. Medelhöjden är 196 meter över havet och ytan är 8,3 kvadratkilometer. Räknas de 99 avrinningsområdena uppströms in blir den ackumulerade arean 1 160,33 kvadratkilometer. Gullspångsälven (Liälven) som avvattnar avrinningsområdet har biflödesordning 2, vilket innebär att vattnet flödar genom totalt 2 vattendrag innan det når havet efter 357 kilometer. Avrinningsområdet består mestadels av skog (53 procent). Avrinningsområdet har 0,97 kvadratkilometer vattenytor vilket ger det en sjöprocent på 11,7 procent. Bebyggelsen i området täcker en yta av 1,84 kvadratkilometer eller 22 procent av avrinningsområdet.